# Theridion ventricosum
Theridion ventricosum är en spindelart som beskrevs av William Joseph Rainbow 1916. Theridion ventricosum ingår i släktet Theridion och familjen klotspindlar.
Artens utbredningsområde är Queensland. Inga underarter finns listade i Catalogue of Life.